# Estación de Varenne
La estación de Varenne es una estación de la línea 13 del metro de París situada en el VII distrito de la ciudad. 
Permite acceder al Hotel Matignon sede del primer ministro de Francia. Debe su nombre a la cercana calle de Varenne que no debe ser confundida con la ciudad de Varennes, con "s" final, famosa por un suceso de la Revolución Francesa conocido bajo el nombre de fuga de Varennes.

## Historia
La estación fue abierta el 30 de diciembre de 1923 como parte de la línea 10. Con apenas 300 viajeros al día, se convirtió en la estación menos frecuentada de la red de la época. En 1937, la reestructuración de las líneas 7, 8 y 13 hizo que la estación fuera integrada en la antigua línea 14 que unía Porte de Vanves con Invalides. Finalmente, la desaparición de dicha línea y su fusión con el tramo Invalides - Saint-Lazare vía Miromesnil supusieron el nacimiento de la línea 13 y la integración de la estación a la misma el 9 de noviembre de 1976. 
Aunque sede del poder ejecutivo desde 1934, durante la Segunda Guerra Mundial fue una de las estaciones cerradas, dada la instauración del Gobierno de Vichy y el traslado de todas las instituciones políticas de la zona libre a Vichy. Sin embargo, concluida la guerra se mantuvo cerrada hasta el 24 de diciembre de 1964.
El 29 de julio de 2007, uno de los frenos de un tren MF 77 se incendió poco antes de las 9 de la mañana entre las estaciones de Invalides y Varenne.
Aunque fue rápidamente sofocado por los bomberos el humo afectó a 35 personas.

## Descripción
Se compone de tres vías y de dos andenes de 75 metros de longitud, ordenados de la siguiente forma:a-v-v-a-v. Esta atípica estructura para una estación de paso se debe al hecho de que Varenne fue durante un tiempo uno de los terminales de la antigua línea 14, así, una de las vías conecta con un amplio bucle situado bajo Los Inválidos que permitía a los trenes retomar la marcha en el otro sentido. 
En su diseño, esta estación en bóveda es absolutamente clásica con un predominio absoluto de los habituales azulejos blancos biselados del metro parisino. 
La iluminación es de estilo Motte y se realiza con lámparas resguardadas en estructuras rectangulares de color blanco, algo muy poco habitual, que sobrevuelan la totalidad de los andenes no muy lejos de las vías.
La señalización por su parte usa la moderna tipografía Parisine donde el nombre de la estación aparece en letras blancas sobre un panel metálico de color azul. 
En el andén central, y para promocionar el cercano Museo Rodin, se encuentran dos réplicas de dos obras del escultor francés como son El pensador y Honoré de Balzac.

## Accesos
La estación dispone de un único acceso situado en el bulevar de los Inválidos esquina con la calle Varenne. 